# 維園衝鋒
維園衝鋒（英語：Pioneer Of Victoria Park），簡稱維鋒，是在2014年9月3日成立的泛民主派政黨。

## 背景
維園衝鋒成立的主要目的是《城市論壇》踴躍發言，對抗「維園阿伯」。

## 轉為不活躍政黨
《城市論壇》於2021年停播後，維園衝鋒減少活動，亦沒有再參與任何香港選舉。目前，維園衝鋒的Facebook專頁亦經已被該黨自行鎖上，無法瀏覽。

## 選舉經歷

### 2016年立法會選舉
2016年香港立法會選舉，維園衝鋒確認一張名單出選名單。維園衝鋒以「英式管治 兩制對峙」為競選口號，朱韶洪出選九龍西。維園衝鋒最終落選。

## 選舉

### 立法會選舉
| 選舉 | 民選得票 | 民選得票比例 | 地方選區議席 | 功能界別議席 | 總議席 | +/- |
| 2016 | 680      | 0.03%        | 0            | 0            | 0 / 70 | 0 ━ |

## 外部連結
- 維園衝鋒網站